# کاواکیتا، ایشیکاوا
کاواکیتا، ایشیکاوا (به لاتین: Kawakita, Ishikawa) یک منطقهٔ مسکونی در ژاپن است که در استان ایشیکاوا واقع شده‌است. کاواکیتا  ۵٬۳۸۷ نفر جمعیت دارد.